# Corcoracidae
I Corcoracidi (Corcoracidae Mathews, 1927) sono una piccola famiglia di uccelli canori dell'ordine dei Passeriformi, endemica dell'Australia.

## Descrizione
A questa famiglia appartengono uccelli di taglia che va dai 31 cm dell'uccello apostolo ai 47 cm del gracchio australiano, taglia media in assoluto ma che li fa annoverare fra i "giganti" della famiglia dei passeriformi, comprendente soprattutto specie di piccola taglia.
Le due specie differiscono significativamente fra loro: pur mostrando entrambe la morfologia tipica degli uccelli che cercano il cibo al suolo (zampe forti, coda allungata, ali arrotondate), l'uccello apostolo è più massiccio e presenta livrea in cui predominano i toni del grigio, col becco tozzo e robusto, mentre il gracchio australiano è quasi completamente nero e possiede becco lungo e sottile, leggermente arcuato.

## Distribuzione e habitat
Le due specie della famiglia sono entrambe endemiche dell'Australia orientale, dove abitano le aree aperte con vegetazione arborea non eccessivamente fitta, ed in special modo la macchia a eucalipto: l'uccello apostolo tollera maggiormente il clima secco, occupando anche aree aride e semiaride. Ambedue le specie non patiscono la presenza dell'uomo e anzi ne traggono beneficio, colonizzando ambienti antropizzati come fattorie ed aree suburbane con presenza di zone alberate.

## Biologia
Il comportamento dell'uccello apostolo e del gracchio australiano risulta molto simile: ambedue le specie sono infatti stanziali, diurne, sociali e si nutrono al suolo. I gruppi di questi uccelli contano di norma 5-20 individui (solitamente 8 nella prima specie e 6 nella seconda), guidati da una coppia alfa, che si tengono in costante e chiassoso contatto fra loro mediante una serie di richiami. Le due specie passano la maggior parte del tempo al suolo, dove l'uccello apostolo becca i semi e li rompe col forte becco, mentre il gracchio australiano usa il lungo becco per sondare fra il terriccio e i detriti alla ricerca di piccoli animali: al sopraggiungere di una fonte di disturbo, i gruppi si alzano prontamente in volo appollaiandosi sull'albero più vicino, da dove tengono d'occhio l'intruso in attesa che si allontani (spesso toilettandosi a vicenda nell'attesa), per poi scendere nuovamente al suolo.

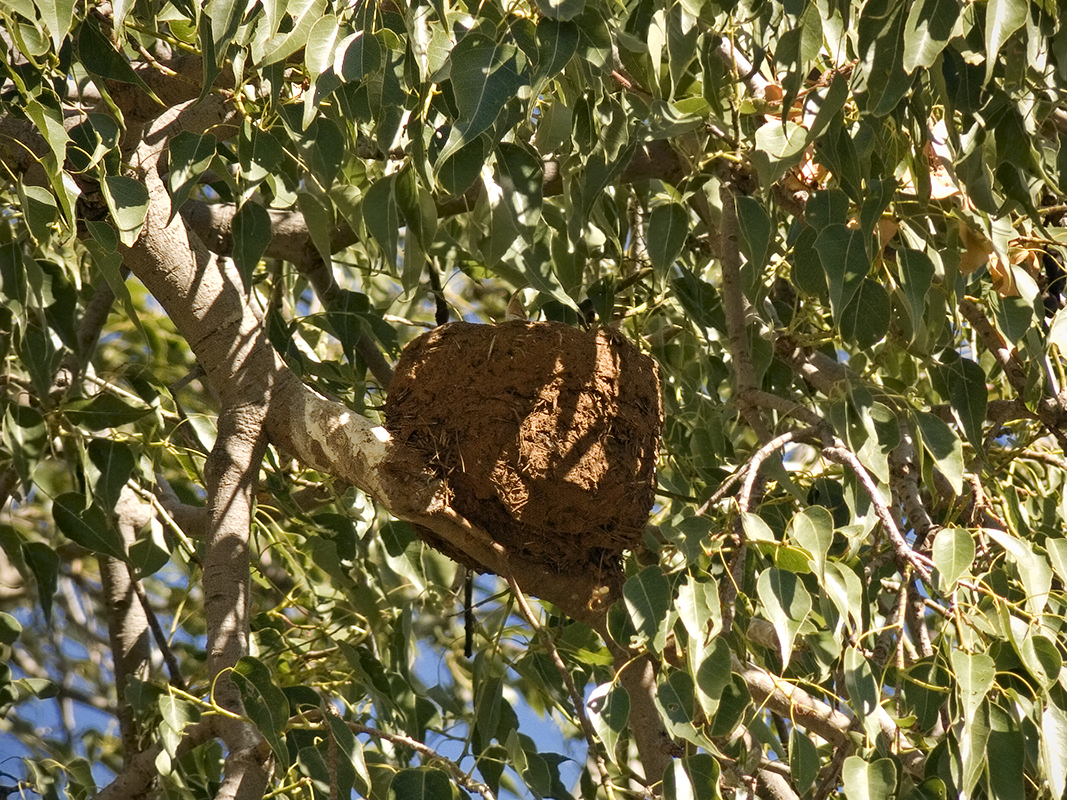
Nido di uccello apostolo.

Durante il periodo riproduttivo, ambedue le specie si dimostrano territoriali: questo perché il rapimento di giovani esemplari è una pratica diffusa in questa famiglia.

Tutto il gruppo collabora nella costruzione del nido: questo è molto voluminoso, costituito principalmente di rametti e fango essiccato (da cui il nome comune inglese di questi uccelli che è mudnesters, "nidi di fango"), ha una forma globosa e viene costruito in collaborazione da tutti i membri del gruppo, con materiale prelevato da pozzanghere dopo un'abbondante piovuta. L'intero gruppo collabora anche nell'incubazione delle 3-5 uova che vengono deposte dalla femmina dominante, alternandosi nella cova ed anche nelle cure parentali ai nidiacei: i giovani vengono accuditi dagli adulti per un tempo insolitamente lungo, raggiungendo l'indipendenza solo attorno al settimo mese di vita. I nidi vengono riutilizzati il più possibile dal gruppo, quando non eccessivamente danneggiati: alla morte di uno dei membri della coppia alfa, il gruppo si disperde, con il membro rimanente che porta con sé i giovani delle covate precedenti fino a trovare un nuovo partner e sedentarizzarsi nuovamente.
Ambedue le specie si dimostrano piuttosto intelligenti, e possono essere addomesticate con facilità.

## Tassonomia
La famiglia comprende due generi e due specie:
- Genere Corcorax Lesson, 1831
  - Corcorax melanorhamphos (Vieillot, 1817) - gracchio australiano;
- Genere Struthidea Gould, 1837
  - Struthidea cinerea Gould, 1837 - uccello apostolo;

Nell'ambito dell'ordine dei passeriformi, i corcoracidi risultano filogeneticamente molto vicini agli uccelli del paradiso, dai quali hanno cominciato a divergere circa 22 milioni di anni fa: le due famiglie appaiono a loro volta vicine alle famiglie Corvidae, Dicruridae, Monarchidae, Laniidae e Rhipiduridae, con le quali formerebbero un clade ben distinto
In passato, la famiglia comprendeva anche il genere Grallina e prendeva il nome di Grallinidae: attualmente, tuttavia le due specie ascritte al suddetto genere vengono classificate fra i Dicruridae o, più frequentemente, fra i Monarchidae.